# 北九西鉄タクシー
北九西鉄交通株式会社（きたきゅうにしてつこうつう）は、福岡県北九州市八幡東区に本社を置き、バス事業を中心に営む企業。福岡西鉄タクシーの完全子会社である。かつては社名の通りタクシー事業を主力としていたが、2025年6月1日付でタクシー事業を廃止した。 

## 沿革
- 1960年5月18日 鳩タクシーとして設立。
- 1961年8月 富士交通、みつわタクシー、常盤タクシーを吸収合併、北九西鉄タクシーと改称。
- 1964年4月 電鉄タクシーを吸収合併。
- 1967年12月 西鉄観光タクシーを吸収合併。
- 1996年10月1日 衛星無線配車システム(GPS-AVM)を導入。
- 2005年2月21日 西鉄バス北九州湯川自動車営業所跡地に小倉南営業所を開設。若松営業所を中央営業所に統合、足立営業所を小倉南営業所に統合。
- 2009年
  - 4月30日 グリーン経営認証を取得。
  - 黒崎営業所を廃止。
- 2015年7月1日 - 福岡西鉄タクシーを存続会社として当社・久留米・柳川の西鉄タクシー3社を吸収合併。福岡西鉄タクシーは中間持株会社「西鉄タクシーホールディングス」となり事業子会社4社を会社分割の方式で新設する[2]。
- 2017年7月1日 - 西日本鉄道が西鉄タクシーホールディングスを吸収合併。親会社が西日本鉄道に異動[3]。
- 2018年7月1日 - 高速バス福岡 - 北九州空港線の一部便の運行を開始。
- 2025年5月31日 - タクシー事業・整備・保険代理店業務を廃止[4]、社名変更の上でバス事業は継続。
- 2025年7月1日 - 社名を「北九西鉄交通」へ変更上、本社を旧中央営業所から小倉営業所がある北九州市小倉北区青葉一丁目2番32号に移転。[5]

## バス事業
- 営業部にバス事業請負課を設置し、8番青葉車庫-霧ヶ丘三丁目間の路線、9番青葉車庫-大谷池間の路線を運行していた。（2022年1月29日廃止）
- スピナより日本製鉄九州製鐵所小倉構内の従業員輸送用のバスの運行を受託している。
- 2018年7月1日からは、福北リムジンバス（天神・博多駅 - 北九州空港）1往復の運行を担当している[6]。
- 2020年10月1日より戸畑循環線（1・2番）の運行を西鉄バス北九州（戸畑自動車営業所）から当社に移管しマイクロバスでの運行を開始した。
- 2022年3月12日より七条フィーダー線（55番）の運行を西鉄バス北九州（青葉自動車営業所（現在閉鎖））から当社に移管し運行している。また同日より、8番小倉駅-霧ヶ丘三丁目間の路線が当社から全便西鉄バス北九州（小倉自動車営業所）へ移管された。
- マイクロバスの貸切も行っている。

## タクシー事業（廃止）

### 廃止時点での営業所
中央営業所
- 所在地：福岡県北九州市八幡東区昭和2丁目6番15号
- 保有車両台数：小型65台　中型3台（2009年3月31日現在）
- 敷地面積：4,073m2
- 備考：旧本社

小倉営業所
- 所在地：福岡県北九州市小倉北区青葉一丁目2番32号
- 備考：本社と兼用。西鉄観光バス北九州支社・西鉄バス北九州青葉車庫と同居。

黒崎営業所
- 所在地：福岡県北九州市八幡西区田町一丁目1番21号

#### 事業廃止以前に存在した営業所
黒崎営業所
- 所在地：福岡県北九州市八幡西区黒崎3丁目5番19号
- 備考：2009年に廃止。

若松営業所
- 所在地：福岡県北九州市若松区本町
- 備考：2005年2月21日に中央営業所へ統合、廃止。

足立営業所
- 所在地：福岡県北九州市小倉北区足立
- 備考：2005年2月21日に小倉南営業所へ統合、廃止。

小倉南営業所
- 所在地：福岡県北九州市小倉南区湯川新町3丁目761番2号（福岡県北九州市小倉南区湯川新町3丁目25番）
- 保有車両台数：小型44台　大型1台（2009年3月31日現在）
- 敷地面積：2,659m2
- 備考：西鉄バス北九州湯川自動車営業所跡地に2005年2月21日に開設。